# Michael Behe
Michael J. Behe (født 1952) er en amerikansk biokemiker, der er fortaler for intelligent design.
For nuværende, 2016, er Behe ansat som professor i biokemi ved det private Lehigh University i Bethlehem, Pennsylvania, USA.
Behe er bedst kendt for sine argumenter for irreducibel kompleksitet på biokemisk niveau. Michael Behes synspunkter er generelt afvist af det akademiske miljø. Michael Behes arbejdsgiver, Lehigh University, har udsendt en officiel udtalelse, hvori universitetet anerkender Behes ret til at ytre sig, men at Behes teorier på ingen måde udtrykker Lehigh Universitys holdninger, og at universitetet tager afstand fra Behes synspunkt om, at "intelligent design" er videnskab.